# El Messaid
El Messaid – miasto w północnej Algierii, w prowincji Ajn Tumuszanat.